# García de Toledo

Erb markýzů z Villafranca

García Álvarez de Toledo Osorio (29. srpna 1514 Villafranca del Bierzo – 31. května 1577 Neapol) byl španělský šlechtic, politik a vojevůdce, čtvrtý markýz z Villafranca del Bierzo (od 1569) a první vévoda z Fernardina (od 1569).
Za vlády Karla V. a Filipa II. patřil k nejvýznamnějším mužům Španělska ve Středomoří, mimo jiné zastával úřady velitele španělského středomořského loďstva, místokrále Katalánska (1558-1564) a místokrále Sicílie (1564-1566).
V roce 1544 obdržel za své výkony ve střetech s osmanským admirálem Chajruddinem Barbarossou titul generálního kapitána moře. Jako sicilský místokrál dobyl Peñón (1564) a zorganizoval pomoc obležené Maltě (1565).
S manželkou Vittorií Colonnou měl šest dětí. Vittorie byla dcerou dona Ascania Colonny, 2. vévody z Paliana a Giovanny d'Aragona a neteře slavné básnířky a diplomatky Vittorie Colonny, s kterou sdílí jméno. Jeho nejstarší syn Pedro zdědil hlavní tituly a byl mimo jiné guvernérem Milána. Mimo legitimních potomků měl García minimálně dva levobočky.